# 島津久宝 (宮之城家)
島津 久宝（しまづ ひさたか）は、薩摩国薩摩藩宮之城島津家第14代。

## 家系
宮之城島津家は、島津忠良の三男尚久に始まり、代々の当主の通称が「図書」で、忠長以降、薩摩国宮之城を領した。久方の代に一所持となり、久倫の代に大身分となる。家紋は宮之城十文字。

## 略歴
文化13年（1816年）薩摩藩宮之城領主島津久儔の子として生まれる。文政10年（1827年）父久儔と兄久中が相次いで死去したため、宮之城島津家の家督を相続した。
天保4年（1833年）1月、江戸高輪邸で8代藩主の島津重豪が死去し、世子斉彬に代わって菩提寺の福昌寺に代拝した。
嘉永5年（1852年）2月に重富家島津忠教（久光）の次男久治を婿養子に迎える。嘉永5年（1853年）12月5日、死去。享年38。